# Karl Adolph Kändler
Karl Adolph Kändler, auch Carl Adolph Kändler, (* 12. Dezember 1719 in Fischbach; † 28. Februar 1762 in Rudolstadt) war Holzbildhauer, Hofbildhauer und Modellmeister in Rudolstadt. Er gehört zur gleichnamigen sächsischen Künstlerfamilie und war ein Bruder von Johann Joachim Kändler (1706–1775), der in Meißen seit 1731 an der Porzellanmanufaktur als Modellmeister wirkte.

## Leben
Karl Adolph wird 1719 als Sohn des Fischbacher Pfarrers Johann Joachim Kändler und dessen zweiten Ehefrau Johanna Salome geboren und dort am 12. Dezember getauft.
Seine Hauptwirkungsstätte war das Residenzschloss Heidecksburg in Rudolstadt. Der wohl bedeutendste Schüler aus seiner Werkstatt war der spätere weimarische Hofbildhauer Martin Gottlieb Klauer, der ihm als Lehrling bereits bei der Ausgestaltung der Heidecksburg assistierte. Letzterer machte sich später als Bildhauer der Weimarer Klassik und als Lehrer an der Fürstlichen freien Zeichenschule einen Namen. Kändler schuf in dem Schloss Schnitzereien im Roten Eckkabinett und Schnitzereien im Roten Saal. Künstlerisch ist er dem Spätbarock zuzurechnen. Am 20. Februar 1753 heiratet er in Rudolstadt Helene Sophie Werner:
7. Herr Carl Adolph Kändler, fürstlich schwarzburgisch bestallter Modell-Meister allhier, weiland S. T. Herrn Magister Johann Joachim Kändlers, wohlverordnet gewesenen Pastors in Fischbach und Seligstadt, nachgelassener eheleiblicher jüngster Sohn, mit Jungfer Helenen Sophien Wernerin, Herrn Johann Werners, fürstlich schwarzburgisch gewesenen Silberdieners allhier nachgelassenen eheleiblich jüngste Tochter, Kopuliert den 20. Februar in hiesiger fürstlicher Hofkirche.
Hier wird er, wie auch bei seiner Beerdigung, als Modellmeister genannt. Er wird für die Formgebung eines Hoftafelservice aus Porzellan (um 1766) in Verbindung gebracht.